# Бумагин, Иосиф Романович
Иосиф Романович Бумагин (идиш יוסף בומאגין‎,бел. Іосіф Раманавіч Бумагін; 17 октября 1907, Витебск — 24 апреля 1945, Вроцлав) — участник Великой Отечественной войны, командир пулемётного взвода 396-го стрелкового полка 135-й стрелковой дивизии 6-й армии 1-го Украинского фронта. Герой Советского Союза (1945), лейтенант.

## Биография
Родился в Витебске (по другим данным — в Городке) в семье рабочего. Еврей. Член ВКП(б) с 1932 года. Окончил 7 классов. С 1937 года жил и работал в Биробиджане — столице Еврейской автономной области (РСФСР, СССР) на обозном заводе (завод «Дальсельмаш»).
В Красной армии с 5 мая 1941 года. Отличился при штурме города Бреслау (Вроцлав). 24 апреля 1945 года под шквальным огнём его взвод атаковал врага. Одну огневую точку И. Р. Бумагин забросал гранатами, вторую закрыл своим телом, что обеспечило успех наступления. Звание Героя Советского Союза присвоено посмертно 27 июня 1945 года. Похоронен в городе Вроцлаве (Польша).

## Награды и звания
Указом Президиума Верховного Совета СССР от 27 июня 1945 года за образцовое выполнение боевых заданий командования на фронте борьбы с немецко-фашистскими захватчиками и проявленные при этом мужество и героизм лейтенанту Бумагину Иосифу Романовичу посмертно присвоено звание Героя Советского Союза.
Награждён орденом Ленина. Почетный гражданин города Биробиджан.

## Память
- Именем Бумагина названы улицы в Витебске, Городке и Биробиджане, сквер в Биробиджане.
- В сквере у завода «Дальсельмаш» в Биробиджане установлен памятник Герою, на здании цеха завода — мемориальная доска. Также мемориальная доска установлена на одном из жилых домов по улице Пионерской в Биробиджане. В 2015 году его имя было увековечено на отдельном гранитном пилоне Аллеи Героев в Сквере Победы в Биробиджане[6].
- Имя И. Р. Бумагина ранее носила Городокская средняя школа № 1 (Городок, Витебская область)[7].
- Имя И. Р. Бумагина на Аллее Героев Советского Союза — уроженцев Городокского района (2020), ул. Баграмяна в Городке (Витебская область)[8]. На стеле нанесен QR-код, позволяющий узнать информацию, посмотреть архивные фотографии и документы Героя.
- Имя Героя присвоено средней школе № 17 г. Витебска[9]. На здании школы размещён мурал, посвящённый Герою. Одна из школьных экспозиций посвящена И. Р. Бумагину.